# Giordania nigra
Giordania nigra  (лат.) — вид одиночных ос (Eumeninae). Эндемик Мадагаскара.

## Распространение
Мадагаскар.

## Описание
Одиночные осы мелких размеров (11 мм). По некоторым признакам вид похож на одиночных ос Giordania subventricosa (Giordani Soika, 1941), но отличается почти чёрным цветом и только одной красноватой перевязью на первом тергите. Род похож на Malagassodynerus Gusenleitner, 1992. Название рода дано в честь гименоптеролога профессора Dr. A. Giordani-Soika, крупнейшего специалиста по осам.